# マリン・リュビチッチ
マリン・リュビチッチ（Marin Ljubičić、2002年2月28日 - ）は、クロアチア・スプリト出身のサッカー選手。ブンデスリーガ・1.FCウニオン・ベルリン所属。ポジションはFW。

## クラブ経歴
地元のプロクラブであるHNKハイドゥク・スプリトの下部組織で育成され、2021年3月2日、クロアチアカップのNKザグレブ戦で19歳にしてトップチームデビューを果たした。3月20日にはHNKシベニクとの試合でプルヴァHNLデビューを飾り、9日後の3月29日、クラブと2026年までのプロ契約を結んだ。
2022年6月28日、2022-23シーズンから買い取りオプション付きのレンタル移籍でLASKリンツに加入することが発表された。LASKでは加入後すぐにレギュラーに定着し、2022-23シーズン折り返し時点で公式戦通算17試合13得点を挙げる活躍を見せ、2022年12月23日、LASKが移籍金300万ユーロをハイドゥク・スプリトに支払って5年契約を結んだ。
2025年2月、1.FCウニオン・ベルリンに移籍した。